# الک مویس
الک مویس (انگلیسی: Alec Moyse; ۵ اوت ۱۹۳۵ – ۱۹۹۴ (۵۸−۵۹ سال)) بازیکن فوتبال اهل بریتانیا بود.
از باشگاه‌هایی که در آن بازی کرده‌است می‌توان به باشگاه فوتبال کریستال پالاس، باشگاه فوتبال سوئیندون تاون، باشگاه فوتبال رومفورد، باشگاه فوتبال میلوال، و باشگاه فوتبال چتم اشاره کرد.